# Associazione Giovanile Nocerina 1910 2001-2002
Questa pagina raccoglie le informazioni riguardanti l'Associazione Giovanile Nocerina 1910 nelle competizioni ufficiali della stagione 2001-2002.

## Rosa
| N. |                   | Ruolo | Calciatore                |
| -- | ----------------- | ----- | ------------------------- |
| -  | Italia (bandiera) | C     | Gerardo Alfano            |
| -  | Italia (bandiera) | C     | Carmelo Avallano          |
| -  | Italia (bandiera) | C     | Salvatore Avallone        |
| -  | Italia (bandiera) | A     | Antonio Barbera           |
| -  | Italia (bandiera) | A     | Pier Francesco Battistini |
| -  | Italia (bandiera) | A     | Emilio Belmonte           |
| -  | Italia (bandiera) | A     | Massimo Campo             |
| -  | Italia (bandiera) | D     | Marco Capezzuto           |
| -  | Italia (bandiera) | C     | Marco Caputi              |
| -  | Italia (bandiera) | D     | Tiziano Carnevali         |
| -  | Italia (bandiera) | D     | Marco Ciardiello          |
| -  | Italia (bandiera) | D     | Lorenzo Colacchioni       |
| -  | Italia (bandiera) | P     | Vincenzo Criscuolo        |
| -  | Italia (bandiera) | D     | Salvatore D'Angelo        |
| -  | Italia (bandiera) | C     | Emiliano De Juliis        |
| -  | Italia (bandiera) | C     | Claudio De Rosa           |

| N. |                           | Ruolo | Calciatore          |
| -- | ------------------------- | ----- | ------------------- |
| -  | Italia (bandiera)         | A     | Antonio Di Meo      |
| -  | Italia (bandiera)         | A     | Carlo Giacchino     |
| -  | Costa d'Avorio (bandiera) | A     | Koaudio Aubin Koffi |
| -  | Italia (bandiera)         | D     | Giovanni Langella   |
| -  | Italia (bandiera)         | D     | Diego Lappanese     |
| -  | Italia (bandiera)         | C     | Gianluca Lillo      |
| -  | Italia (bandiera)         | P     | Daniele Lorenzini   |
| -  | Italia (bandiera)         | A     | Graziano Nocera     |
| -  | Italia (bandiera)         | D     | Luca Pierotti       |
| -  | Italia (bandiera)         | A     | Corrado Pilleddu    |
| -  | Italia (bandiera)         | C     | Giuseppe Pisani     |
| -  | Italia (bandiera)         | C     | Dario Rocco         |
| -  | Francia (bandiera)        | A     | Vincent Xatie Taua  |
| -  | Italia (bandiera)         | D     | Daniel Terrera      |
| -  | Italia (bandiera)         | A     | Claudio Turchetti   |
| -  | Italia (bandiera)         | D     | Silvio Vertullo     |
| -  | Brasile (bandiera)        | P     | Massimo Zappino     |

## Risultati

### Campionato

#### Girone di andata
| 2 settembre 2001 1ª giornata | Sora | 1 – 0 | Nocerina |  |

| 9 settembre 2001 2ª giornata | Nocerina | 2 – 0 | Avellino |  |

| 16 settembre 2001 3ª giornata | Vis Pesaro | 4 – 2 | Nocerina |  |

| 23 settembre 2001 4ª giornata | Nocerina | 3 – 2 | Lodigiani |  |

| 30 settembre 2001 5ª giornata | Giulianova | 2 – 2 | Nocerina |  |

| 7 ottobre 2001 6ª giornata | Chieti | 0 – 0 | Nocerina |  |

| 14 ottobre 2001 7ª giornata | Nocerina | 1 – 2 | Viterbese |  |

| 21 ottobre 2001 8ª giornata | Sporting Benevento | 1 – 1 | Nocerina |  |

| 28 ottobre 2001 9ª giornata | Nocerina | 2 – 2 | Pescara |  |

| 4 novembre 2001 10ª giornata | Fermana | 1 – 0 | Nocerina |  |

| 11 novembre 2001 11ª giornata | Nocerina | 1 – 0 | Lanciano |  |

| 18 novembre 2001 12ª giornata | Catania | 2 – 0 | Nocerina |  |

| 25 novembre 2001 13ª giornata | Nocerina | 1 – 1 | L'Aquila |  |

| 2 dicembre 2001 14ª giornata | Ascoli | 3 – 1 | Nocerina |  |

| 9 dicembre 2001 15ª giornata | Nocerina | 0 – 2 | Taranto |  |

| 16 dicembre 2001 16ª giornata | Torres | 3 – 0 | Nocerina |  |

| 23 dicembre 2001 17ª giornata | Nocerina | 1 – 1 | Castel di Sangro |  |

#### Girone di ritorno
| 6 gennaio 2002 18ª giornata | Nocerina | 2 – 1 | Sora |  |

| 13 gennaio 2002 19ª giornata | Avellino | 1 – 1 | Nocerina |  |

| 20 gennaio 2002 20ª giornata | Nocerina | 0 – 2 | Vis Pesaro |  |

| 27 gennaio 2002 21ª giornata | Lodigiani | 1 – 0 | Nocerina |  |

| 3 febbraio 2002 22ª giornata | Nocerina | 1 – 1 | Giulianova |  |

| 10 febbraio 2002 23ª giornata | Nocerina | 2 – 2 | Chieti |  |

| 17 febbraio 2002 24ª giornata | Viterbese | 0 – 1 | Nocerina |  |

| 3 marzo 2002 25ª giornata | Nocerina | 0 – 1 | Sporting Benevento |  |

| 10 marzo 2002 26ª giornata | Pescara | 5 – 2 | Nocerina |  |

| 17 marzo 2002 27ª giornata | Nocerina | 2 – 1 | Fermana |  |

| 24 marzo 2002 28ª giornata | Lanciano | 2 – 0 | Nocerina |  |

| 30 marzo 2002 29ª giornata | Nocerina | 1 – 4 | Catania |  |

| 7 aprile 2002 30ª giornata | L'Aquila | 2 – 0 | Nocerina |  |

| 14 aprile 2002 31ª giornata | Nocerina | 1 – 3 | Ascoli |  |

| 21 aprile 2002 32ª giornata | Taranto | 3 – 1 | Nocerina |  |

| 28 aprile 2002 33ª giornata | Nocerina | 1 – 0 | Torres |  |

| 5 maggio 2002 34ª giornata | Castel di Sangro | 3 – 0 | Nocerina |  |